# Stephen Thomas

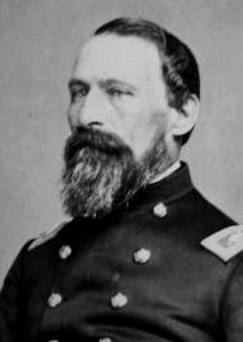
Stephen Thomas

Stephen Thomas (* 6. Dezember 1809 in Bethel, Vermont; † 18. Dezember 1903 in Montpelier, Vermont) war ein US-amerikanischer Unternehmer, Anwalt und Politiker, der von 1867 bis 1869 Vizegouverneur von Vermont war. Er war Offizier des US-Heeres während des Sezessionskrieges und wurde mit der Medal of Honor ausgezeichnet.

## Leben
Thomas wurde in Bethel, Vermont, als Sohn von John und Rebecca Thomas geboren. Sein Vater fiel 1813 während des Britisch-Amerikanischen Kriegs als Angehöriger des 31. US Infanterie-Regiments. Sein Großvater Joseph diente in einem Regiment aus New Hampshire während der Amerikanischen Revolution. Früh schon musste er seiner verwitweten Mutter zur Hand gehen. Er absolvierte eine Lehre in der Wollindustrie, dann eröffnete er ein eigenes Unternehmen. Dieses wurde jedoch durch einen Brand zerstört und er etablierte sich im produzierenden Gewerbe in West Fairlee, Vermont. Am 13. Januar 1831 heiratete er Ann Peadody aus Reading. Sie starb in West Fairlee am 8. Januar 1877.

## Politische Karriere
Thomas repräsentierte West Fairlee im Repräsentantenhaus von Vermont 1838 bis 1839, 1845 bis 1846 und 1860 bis 1861. Er war Senator im Senat von Vermont für das Orange County 1848 und 1849 und ein Delegierter der Verfassungsgebenden Versammlungen von 1843 und 1850. Am Nachlassgericht für den Distrikt von Bradford war er von 1842 bis 1846 tätig und als Richter am Nachlassgericht von 1847 bis 1849.
Thomas war bis zum Ausbruch des Sezessionskrieges  Mitglied der demokratischen Partei und Teilnehmer an der Democratic National Convention von 1848, Delegierter für die nächsten drei Versammlungen in den Jahren 1852, 1856 und 1860 und Kandidat für das Amt des Vizegouverneurs 1860.
Gouverneur Erastus Fairbanks berief am 23. April 1861 eine zusätzliche Sitzung des Kongresses ein, an der Thomas teilnahm. Er war Mitglied des Wege- und Mittel-Komitees, das über die Militärausgaben in Höhe einer halben Million Dollar bestimmte. In einer leidenschaftlichen Rede plädierte Thomas für die Verdopplung dieses Betrages auf eine Million US-Dollar. Er sagte:

“Until this rebellion shall have been put down, I have no friends to reward and no enemies to punish, and I trust that the whole strength and power of Vermont, both of men and of money, will be put into the field to sustain the government.”

„Bis zur Niederschlagung dieses Aufstandes habe ich keine Freunde, die ich belohnen und keine Feinde, die ich schlagen müsste und ich vertraue darauf, dass die komplette Kraft und Macht des Staates Vermont, sowohl was die Männer als auch das Geld betrifft, auf das Feld geworfen wird um die Regierung nachhaltig zu unterstützen.“

Nach einer temperamentvollen Debatte im Kongress wurde die Maßnahme einstimmig beschlossen. Thomas unterstützte die Verabschiedung eines Gesetzes, jedem Unteroffizier und Soldaten sieben Dollar pro Monat zusätzlich zu ihrem Sold zu bezahlen; auch dieses Gesetz wurde in Kraft gesetzt.

## Militärische Karriere
Thomas wurde am 12. November 1861 zum Kommandeur des 8. Vermont-Infanterie-Regiments ernannt und stellte dieses Regiment auf. Das Regiment wurde der Brigade Benjamin Franklin Butlers unterstellt. Das Regiment wurde später der Armee des Golfs unterstellt und verließ Vermont am 4. März 1862. Thomas kommandierte das Regiment bis Mai 1863. Anschließend wurde er Brigadekommandeur der 2. Brigade, 1. Division, XIX. Korps.
Ein Teil des XIX. Korps, einschließlich des 8. Vermont Infanterie-Regiments, wurde im Juli 1864 dem VI. Korps im Shenandah-Tal unterstellt und nahm am Feldzug Generalmajor Philip Sheridans gegen das konföderierte Korps unter der Führung Generalleutnant Jubal Anderson Earlys teil. Thomas führte vom 15. bis 24. Oktober und erneut vom 1. November bis 3. Dezember die 2. Brigade, 1. Division, die aus dem 8. Vermont-, 12. Cennecticut-, 160. New York- und 47. Pennsylvania-Infanterie-Regiment bestand. 1892 erhielt Thomas die Medal of Honor für „Distinguished conduct in a desperate hand-to-hand encounter, in which the advance of the enemy was checked“ für seinen Einsatz während der Schlacht am Cedar Creek am 19. Oktober 1864.
Thomas wurde  am 1. Februar 1865 zum Brigadegeneral der Freiwilligen befördert und musterte am 24. August 1865 aus dem Dienst aus.

## Nach dem Krieg
In den Krieg zog Thomas als Demokrat, jedoch kehrte er als Republikaner aus dem Krieg zurück. Er weigerte sich für das Amt des Gouverneurs zu kandidieren, aber als Vizegouverneur unter Gouverneur John B. Page diente er in den Jahren 1867 und 1868. Er war als Delegierter auf der Versammlung der Soldaten, auf der Ulysses S. Grant als Kandidat für die Präsidentschaft nominiert wurde.
Von Präsident Grant wurde Thomas 1870 zu einem U.S. pension agent ernannt. Diese Funktion hatte er acht Jahre inne. In den späten 1880er Jahren war Thomas Präsident der USA Clothes Pin Company in Montpelier, die 15 Mitarbeiter und Kunden in aller Welt hatte. Er war auch Präsident der Nord Haverhill Granite Company.
Er war zudem Kommandant der für Vermont zuständigen Abteilung der Grand Army of the Republic und Präsident der Reunion Society of Vermont Officers, zudem war er Companion des Military Order of the Loyal Legion of the United States oder MOLLUS durch die Vermonter Komturei.
General Thomas starb in Montpelier, sein Grab befindet sich auf dem Green Mount Cemetery.